# .be
.be (Bélgica) é o código TLD (ccTLD) na Internet para a Bélgica.